# Kraszewo (Iłowo-Osada)
Kraszewo (deutsch Kraschewo) ist ein Dorf in der polnischen Woiwodschaft Ermland-Masuren. Es gehört zur Gmina Iłowo-Osada (Landgemeinde Illowo) im Powiat Działdowski (Kreis Soldau).

## Geographische Lage
Kraszewo liegt im Südwesten der Woiwodschaft Ermland-Masuren, 23 Kilometer südwestlich der früheren Kreisstadt Neidenburg (polnisch Nidzica) bzw. neun Kilometer südöstlich der jetzigen Kreismetropole Działdowo (deutsch Soldau i. Ostpr.).

## Geschichte
Das Dorf Kraschewo – vor 1785 Kraschiewo genannt – wurde 1423 erstmals erwähnt. Im Jahre 1874 wurde es Teil der Amtsbezirks Narzym im Kreis Neidenburg in der Provinz Ostpreußen. 308 Einwohner waren 1910 in Kraschewo registriert.
Aufgrund des 1919 geschlossenen Versailler Vertrags mussten alle Orte, die wie Kraschewo im Soldauer Gebiet lagen, an Polen abgetreten werden. Die Überstellung  erfolgte am 10. Januar 1920. Am 1. August 1934 kam Kraschewo als „Kraszewo“ zur neu gebildeten Landgemeinde Iłowo (Illowo) im Powiat Działdowski (Kreis Soldau). Diese trat am 26. Oktober 1939 zum Deutschen Reich und wurde jetzt wieder zu „Illowo“. Am 1. April 1940 wandelte man die Landgemeinde Illowo in den „Amtsbezirk Narzym“ um, der am 25. April 1940 wieder in den Kreis Neidenburg einbezogen wurde.
Nur wenige Jahre später erfolgte 1945 in Kriegsfolge die Überstellung des gesamten südlichen Ostpreußens an Polen. Aus „Kraschewo“ wurde erneut „Kraszewo“.Das Dorf ist heute eine Ortschaft im Verbund der Gmina Iłowo-Osada (Landgemeinde Illowo) im Powiat Działdowski (Kreis Soldau), bis 1998 der Woiwodschaft Ciechanów, seither der Woiwodschaft Ermland-Masuren zugehörig. Im Jahre 2011 zählte Kraszewo 184 Einwohner.

## Kirche
Bis 1945 war Kraschewo in die evangelische Kirche Narzym in der Kirchenprovinz Ostpreußen der Kirche der Altpreußischen Union bzw. nach 1920 in die Unierte Evangelische Kirche in Polen, außerdem in die römisch-katholische Kirche Bialutten (polnisch Białuty) bzw. nach 1927 in die neu errichtete Kirche Illowo (Iłowo-Osada) eingepfarrt.
Heute gehört Kraszewo evangelischerseits zur Erlöserkirche Działdowo in der Diözese Masuren der Evangelisch-Augsburgischen Kirche in Polen, katholischerseits zur Pfarrei Iłowo-Osada im Dekanat Działdowo des Bistums Toruń.

## Verkehr
Kraszewo liegt an einer unbedeutenden Nebenstraße, die Iłowo-Osada mit Narzym verbindet. Iłowo (-Osada) ist zugleich die nächste Bahnstation und liegt an der Bahnstrecke Danzig–Warschau.